# Радіо (журнал)
«Радіо» — журнал радіомовлення, радіотехніки і радіоаматорства, орган Українського Комітету Радіофікації при Раді Народних Комісарів УРСР, виходив 1930-41 pp. (з перервою в 1936—37), спочатку — двотижневик, з 1938 — місячник.